# Kroy Nernberger
Kroy Nernberger (Medford, 27 de febrero de 1984) es un deportista estadounidense que compitió en curling. Ganó una medalla de bronce en el Campeonato Mundial de Curling Masculino de 2016.

## Palmarés internacional
| Campeonato Mundial | Campeonato Mundial | Campeonato Mundial | Campeonato Mundial |
| Año                | Lugar              | Medalla            | Prueba             |
| ------------------ | ------------------ | ------------------ | ------------------ |
| 2016               | Basilea (Suiza)    | Medalla de bronce  | Equipo             |